# Zatania
Zatania es un género de hormigas perteneciente a la familia Formicidae, categorizado en la tribu Lasiini. Fue descrito por LaPolla, Kallal y Brady en 2012.

## Especies
- Zatania albimaculata (Santschi, 1930)
- Zatania cisipa (Smith & Lavigne, 1973)
- Zatania darlingtoni (Wheeler, 1936)
- †Zatania electra LaPolla, Kallal & Brady, 2012
- Zatania gibberosa (Roger, 1863)
- Zatania gloriosa LaPolla, Kallal & Brady, 2012
- Zatania karstica (Fontenla, 2000)